# Кесеи, Ласло
Ла́сло Ке́сеи (венг. Keszei László; 1911 — ?) — венгерский футболист, игравший на позиции нападающего.
Выступал в составе клуба из Будапешта «Тёреквеш», что в 30-х — 40-х годах балансировал между первым и вторым венгерскими дивизионами. Всего в элитной лиге на счету Ласло 56 сыгранных матчей и 25 забитых мячей. Самым удачным для игрока стал сезон 1937/38, когда он забил 17 голов и вошёл в десятку лучших бомбардиров чемпионата, хотя это и не спасло клуб от вылета.
С 1933 года выступал в составе любительской сборной Венгрии. В 1934 году отметился тремя голами в составе этой команды — дважды в ворота Эстонии и однажды в ворота Финляндии. Был в заявке команды на Олимпийских играх 1936 года в Берлине, но на поле не выходил.